# 蓝丁汉太太
多洛雷斯·藍丁漢太太（英語：Mrs. Dolores Landingham）是美國政治題材電視連續劇《白宮風雲》中的虛構角色，她在該劇的頭兩季裡擔任美國總統約書亞·巴特勒的行政秘書。該角色先後由凱瑟琳·茱斯頓和克斯汀·尼爾森飾演。雖然藍丁漢太太這個角色於“第18街與波托馬克街路口”一集中被謀殺，但她在後續劇集裡多次以閃回形式出現。
藍丁漢太太是個深受觀眾喜愛的角色，而她對政治人士的影響力一直持續到2021年。

## 角色設定
在《白宮風雲》裡，多洛雷斯·藍丁漢太太是約書亞·巴特勒的秘書，而巴特勒則是由馬丁·辛所飾演的一位虛構美國總統。 藍丁漢太太曾為約書亞·巴特勒的父親工作， 因此她在約書亞高中時便認識了他，並在他擔任新罕布什爾州州長期間為他工作。 她對約書亞有著非同尋常的熟悉程度，這是劇中其他角色所無法比擬的。在第二季“第18街與波托馬克街路口”一集中，藍丁漢太太在去白宮上班途中和一名酒駕司機所駕駛的車輛發生碰撞事故，她因此去世。 但她在下一集，同時也是第二季季終集的“雙教堂記”中以閃回的形式登場。她在約書亞·巴特勒的回憶裡同大學時代的巴特勒會面，並在橢圓形辦公室裡與巴特勒進行了最後一次交談。藍丁漢太太在《白宮風雲》全劇154集中登場30集， 她最後一次登場是在第四季的“辯論營”一集中。
藍丁漢太太這個角色在劇中的第一個關鍵時刻是在第一季的“榮耀歸神”一集中。 這一集的故事背景發生在耶誕節假期，時任總統私人助理的查理·楊注意到儘管當天充滿了節日的歡樂氣氛，但是藍丁漢太太卻依舊感到非常沮喪。藍丁漢太太解釋道，她總是在假日前後感到悲傷，並透露她的兩個兒子——安德魯和西蒙——是應征召而參加了越南戰爭。藍丁漢太太和男孩們的父親試圖說服孩子們可以推遲醫學院的學業而不是征召入伍，但孩子們卻堅持如此。1970年12月24日，也就是耶誕夜，兩個孩子在敵人的炮火攻擊中犧牲。“你知道，事情發生在那麼遙遠的地方，這很難不讓人難過。”藍丁漢太太說道，“我當時不得不這麼想，他們是如此害怕，因為不斷的槍炮聲和襲擊事件，他們是那麼得需要他們的母親。”而在這一集的後半部分，藍丁漢太太和托比·齊格勒參加了為一名無家可歸者所舉行的軍事葬禮。馬丁·辛後來表示這段戲本來也有自己的參與，但現場進行了修改以避免自己蓋過兩人的戲份。他評論道：“（他們）深受這件事的影響，一個是失去兩個兒子的母親，而另一個則是無意將自己的衣服捐獻給他取暖的男人。” 而藍丁漢太太當時的飾演者凱瑟琳·茱斯頓表示這場戲是自己在劇集中的高光時刻。
當藍丁漢太太這個角色於“第18街與波托馬克街路口”一集中去世後，她此後大多是以約書亞·巴特勒的良心化身而再度出場， 這在第二季季終集“雙教堂記”中尤為明顯。她在這一集中對巴特勒的道德疑惑進行了指導，從巴特勒的大學期間閃回記憶開始。當時的藍丁漢太太一再要求約書亞出面幫忙解決大學內教職員工的“同工同酬”問題，因為約書亞的父親剛好是這所大學的校長。當她被約書亞問及為什麼要這樣做的時候，她堅稱自己是約書亞的長姊，而約書亞正好需要自己的糾正。她告訴他，“你看，如果你認為我們所做的事情是錯的，那麼我尊重這點。但如果你認為我們是對的，卻因為不想花費精力而依然不願聲援我們，那麼，上帝，傑德（約書亞的暱稱），我甚至不想認識你！” 隨後，在劇集的當下時間裡，藍丁漢太太與巴特勒在風雨交加下的橢圓形辦公室裡交談。藍丁漢太太提醒巴特勒，說他無論面臨任何挑戰，他都能從容應對。而在即將舉行的記者招待會上，身為總統的巴特勒必須向民眾坦白他在競選總統時期所隱瞞的多發性硬化症病情。 巴特勒總統正在考慮他是否連任的問題，而藍丁漢太太則要巴特勒總統列出美國社會但是所面臨的所有問題並告誡他，“你知道，如果你不想競選連任，那麼我尊重這一點。但如果你不想競選連任的原因是因為這太困難了或你認為你會輸的話，那麼，上帝，傑德，我甚至不想認識你！”
在《白宮風雲》整部劇集裡，藍丁漢太太也會為其他角色提供指引，而不是扮演核心政治角色；並且她在劇中以俏皮話聞名。 她對總統巴特勒的影響尤為突出， 《影音俱樂部》的史蒂夫·海斯勒（Steve Heisler）評論道，藍丁漢太太“對美國總統具有獨特的影響力，但她卻並不因此感到自負”。 藍丁漢太太被海斯勒描述為謙虛、勤奮、嚴以律己，並“在《白宮風雲》裡很少談及的地方很重要，且在《白宮風雲》談及的地方同樣很重要”。 對於像《白宮風雲》這樣理想化的電視劇，藍丁漢太太有時會提醒角色“他們應該為誰而工作”。《洛杉磯時報》引述凱瑟琳·茱斯頓的話道“藍丁漢太太代表了很多小人物的聲音”。

## 攝製過程
藍丁漢太太由凱瑟琳·茱斯頓飾演，而女演員克斯汀·尼爾森則在“雙教堂記”中飾演巴特勒閃回記憶裡的年輕版藍丁漢太太。 茱斯頓說，她在飾演這個角色的時候借鑒了自己曾在加利福尼亞州帕莎蒂娜的一家科技公司裡與一位行政秘書的共處時光，並評論道，“她很有效率，並且得到了肯定。但是她對她的老闆直呼其名，而我卻不能那樣做。” 茱斯頓還回憶了劇中的一場戲，她原本需要提醒一些八卦的女秘書，告誡她們“是在這裡為一些重要的男人工作”。茱斯頓表示這句台詞“激怒了她”，她說服編劇最後將劇本中的“男人”修改成“人”。

### 結局
在為《白宮群英》演職人員舉行的慈善晚宴上，凱瑟琳·茱斯頓告訴本劇的總編劇艾倫·索金，一部目前正在拍攝試播集的電視劇正邀請自己出演其中的某個常設角色。這激發了索金為巴特勒這個角色創作一段嚴肅劇情的想法，這個想法將通過讓巴特勒突然失去他被視為終生家人般朋友和秘書後來呈現；而這段劇情也被史蒂夫·海斯勒描述為“非常令人痛苦”。 劇集製片人決定將這個場景用於本劇第二季的倒數第二個戲劇轉折點上，這導致總統巴特勒在“雙教堂記”一集中，於華盛頓國家座堂裡抨擊他的上帝，並在座堂裡踱步和抽菸。這段季終表演為巴特勒的飾演者馬丁·辛贏得“壓倒性的喜愛而獲得艾美獎”。 而在該場景播出的次年6月，茱斯頓在接受《洛杉磯時報》的採訪中表示，“藍丁漢太太過早去世而引發的宣傳對自己是有利的”。

## 評論反響
《洛杉磯時報》寫到，藍丁漢太太傾向於將角色置於原本理想化的劇集中，這讓觀眾能夠將自己或自己的母親與這個六十多歲的美國總統秘書產生情感聯繫。 而在《黃金時段總統任期：白宮風雲與美國民族主義》一書裡，作者肖恩·帕里-賈爾斯（Shawn Parry-Giles）認為藍丁漢太太很好地體現了一個“共和黨母親”的形象；她願意為國家犧牲自己的孩子並引導約書亞·巴特勒發揮他作為領導人的潛力。 在2020年由《娛樂周刊》所組織的《白宮風雲》演職人員重聚活動中，凱瑟琳·茱斯頓獲得了特別表彰；艾倫·索金稱讚她的表演很好地體現了藍丁漢太太的同情心，而羅伯·勞和李察·席夫則讚揚她在“榮耀歸神”一集的表現堪稱《白宮風雲》七季裡的最佳。 同年，《娛樂備忘單（Showbiz Cheat Sheet）》稱讚藍丁漢太太是《白宮風雲》裡“最愛的一部分”。 2021年，《瓦科論壇先驅報》認為藍丁漢太太是《白宮風雲》中“充滿傷感的最愛”角色。

### 影響
在藍丁漢太太這個角色於電視劇中去世後，美國加利福尼亞州眾議院曾為該角色默哀片刻；而民主黨議員凱文·雪萊則更是提議應休會來紀念這位“偉大的美國人”，因為她用自己的方式為國家做出“數不清的貢獻”。而為《紐約時報》撰文的伊芙琳·尼夫斯（Evelyn Nieves）則諷刺這一行動表明加州的立法機構並未“完全專注於能源危機”。
2014年，《大西洋》將藍丁漢太太列為《白宮風雲》所有114個主要角色名單的第13位；評論認為她與總統巴特勒的交流雖然不及里奧·馬加瑞和查理·楊那麼頻繁，但卻很有意義。 2015年，美國聯邦總務署發佈了一個名為“藍丁漢太太”的Slack聊天機器人，用來簡化新員工的入職流程；對此，許多來自18F的《白宮風雲》愛好者表示“帶回心愛的角色”是正確的。 2021年，英國御用大律師、英國下議院南斯溫登議員羅伯特·巴克蘭從貓咪保護聯盟領養了一隻灰色虎斑貓，並為它取名“藍丁漢太太”。

### 腳註
1. 1 2 3 4 5 6  David Bauder. . 洛杉磯時報. 美聯社. 2001-06-13  [2021-12-07]. （原始内容存档于2021-12-07） （英语）.
2. 1 2  Ellen Dewitt. . 瓦科論壇先驅報（英语：Waco Tribune-Herald）. 2021-01-19  [2021-12-07]. （原始内容存档于2021-02-03） （英语）.
3. 1 2  Rollins 2007，第407頁.
4. 1 2 3 4 5 6 7  Steve Heisler. . 影音俱樂部. 2010-08-23  [2021-12-07]. （原始内容存档于2021-11-06） （英语）.
5. 1 2 3 4  Joe Reid; David Sims; Kevin O'Keeffe. . 大西洋. 2014-09-12  [2021-12-07]. （原始内容存档于2021-03-01） （英语）.
6. ↑  . 廣播時報.   [2021-12-07]. （原始内容存档于2021-12-09） （英语）.
7. ↑  Greg Heffernan. . 聖安東尼信使（英语：St. Anthony Messenger）.   [2021-12-07]. （原始内容存档于2001-03-05） （英语）.
8. ↑  Norman 2017，第165頁.
9. 1 2 3 4  Parry-Giles 2010，第64頁.
10. ↑  Parry-Giles 2010，第63頁.
11. ↑  Sachleben & Yenerall 2004，第30頁.
12. 1 2  Norman 2017，第164頁.
13. ↑  Tom Jicha. . 太陽哨兵報（英语：Sun-Sentinel）. 2001-07-26  [2021-12-07]. （原始内容存档于2021-12-07） （英语）.
14. ↑  Christian Holub. . 娛樂周刊. 2020-08-26  [2021-12-08]. （原始内容存档于2021-12-08） （英语）.
15. ↑  Mandi Kerr. . Showbiz Cheat Sheet. 2020-03-22  [2021-12-08]. （原始内容存档于2021-12-08） （英语）.
16. ↑  Evelyn Nieves. . 紐約時報. 2001-05-11: A29  [2021-12-08]. （原始内容存档于2021-11-16） （英语）.
17. ↑  Jessie Young. . 聯邦總務署. 2015-12-15  [2021-12-08]. （原始内容存档于2022-06-05） （英语）.
18. ↑  Daniel Angelini. . 斯溫登廣告報（英语：Swindon Advertiser）. 2021-01-28  [2021-12-08]. （原始内容存档于2021-01-29） （英语）.

### 文獻
- Norman, Jason. . BearManor Media. 2017. ISBN 9781629331232 （英语）.

- Rollins, Peter C. . Columbia University Press. 2007. ISBN 9780231112239 （英语）.

- Sachleben, Mark; Yenerall, Kevan M. . Peter Lang. 2004. ISBN 9780820462486 （英语）.

- Parry-Giles, Shawn J. . University of Illinois Press. 2010. ISBN 9780252092091 （英语）.